# Centrale nucléaire de Gundremmingen
La centrale nucléaire de Gundremmingen avec deux réacteurs de 1 344 MW brut était la plus performante des centrales nucléaires allemandes. Elle est située à Gundremmingen dans l'arrondissement de Günzburg en Bavière. L'exploitant est la compagnie « Kernkraftwerk Gundremmingen GmbH (KGG) », qui appartient à 75 % à RWE et à 25 % à E.ON.

La centrale disposait à l'origine de trois tranches nucléaires A, B et C, la tranche A étant refroidie par le Danube et les tranches B & C étant aéroréfrigérés.

## Un réacteur en fonction
Les tranches B et C sont des réacteurs à eau bouillante (REB), avec chacun une capacité de production de 1 344 MW brut. La construction a débuté en 1976. Les mises en service industrielles ont été réalisées en 1984. À ce jour, la production cumulée du site a atteint environ 400 milliards de kWh. La centrale peut fournir environ 30 % des besoins du land de Bavière

Pour la même production, en utilisant du charbon, les rejets dans l'atmosphère auraient été de 400 millions de tonnes de dioxyde de carbone.

## Deux réacteurs arrêtés
La première tranche A de la centrale était équipée d'un réacteur de type REB (réacteur à eau bouillante) de 237 MW. La tranche A a été exploitée de 1966 jusqu'à un accident en 1977.
Le 19 novembre 1975, deux mécaniciens interviennent lors d'un arrêt du réacteur sur une boite à étoupe. Ils desserrent les boulons assurant l'étanchéité. Aucune vapeur ne sort, ils supposent que la chambre n'est plus sous pression. Ils libèrent complètement le couvercle. L'étoupe a dû se détacher, laissant s'échapper de l'eau à 270 °C sous 60 bars. Un mécanicien meurt sous le coup, l'autre décède le lendemain.
Le 13 janvier 1977, le réacteur subit une défaillance entraînant sa perte irrémédiable. Par un temps froid et humide, deux courts-circuits sur les lignes à haute tension avoisinantes privèrent celui-ci de sa source d'alimentation externe, déclenchant son arrêt d'urgence. Malheureusement, une quantité d'eau trop importante fut injectée dans le cœur, et au bout de dix minutes, entre 200 et 400 mètres cubes d'eau à environ 280 °C avaient envahi le bâtiment réacteur, remplissant celui-ci sur une hauteur de 3 mètres et amenant sa température moyenne à approximativement 80 °C.
Dans les jours qui suivirent, cette eau ainsi que les gaz accumulés furent rejetés dans l'environnement de façon contrôlée. Quant au réacteur, jugé irréparable, il fut arrêté définitivement, et son démantèlement débuta en 1983.
Il s'agit aujourd'hui encore de l'unique accident nucléaire ayant entraîné la perte totale d'un réacteur en Allemagne[réf. nécessaire].
La tranche B est arrêtée le 31 décembre 2017. La tranche C est arrêtée le 31 décembre 2021. Pendant leur durée de vie, ces deux réacteurs ont produit respectivement 314,49 et 344,66 TWh, avec un facteur de charge moyen de 83,9 et de 82,9 %.